# ماسايوكي أوكانو
ماسايوكي أوكانو (岡野 雅 行) ولد في 25 يوليو 1972 في يوكوهاما، اليابان هو لاعب كرة القدم ياباني ويلعب حاليا لجاينري توتوري.شارك 25 مرة وسجل هدفين للمنتخب الياباني بين عامي 1995 و 1999، وكان كبديل في مباراة اليابان ضد كرواتيا في نهائيات كأس العالم لكرة القدم عام 1998. وسجل الهدف الذهبي لليابان لأول مرة في نهائيات كأس العالم.

## روابط خارجية
1. ↑  "Japan finally earns place in soccer's premier event". صحيفة أساهي. 16 نوفمبر 1997. مؤرشف من الأصل في 2016-03-03. اطلع عليه بتاريخ 2012-12-28.

- ماسايوكي أوكانو على موقع الاتحاد الدولي (مؤرشف)  (الإنجليزية)
- ماسايوكي أوكانو على موقع رابطة كرة القدم اليابانية للمحترفين (اليابانية)
- ماسايوكي أوكانو على موقع قاعدة بيانات كرة القدم.إي يو (الإنجليزية)
- ماسايوكي أوكانو على موقع ناشيونال فوتبول تيمز (الإنجليزية)
- ماسايوكي أوكانو على موقع Soccerway.com (الإنجليزية)
- ماسايوكي أوكانو على موقع عالم كرة القدم.نت (الإنجليزية)
- ماسايوكي أوكانو على موقع قاعدة بيانات المصارعة على الإنترنت (الإنجليزية)
- Masayuki Okano Blog (Japanese)